# Ronde van Italië 2025/Negende etappe
De negende etappe van de Ronde van Italië 2025 vond plaats op 18 mei. De Belg Wout van Aert won en werd zo de 112e renner die een etappe in alle drie de Grote Rondes wist te winnen. De 21-jarige Mexicaan Isaac del Toro werd tweede, maar nam de leiderstrui over van Diego Ulissi. Del Toro werd de eerste Mexicaan aan de leiding van een Grote Ronde.

## Parcours
De etappe startte in Gubbio. Onderweg waren twee tussensprints in Mercatale en Sinalunga en een Red Bull kilometer op de Colle Pinzuto. In de eerste helft van de wedstrijd lag met La Cima een klim van de derde categorie. Later moest ook nog een beklimming van de vierde categorie naar San Martino in Grania worden afgewerkt. Een deel van de wedstrijd verliep over dezelfde (onverharde) wegen als in de Strade Bianche. De laatste acht kilometer van de koers, die eindigde op de Piazza del Campo in Siena, waren identiek aan de eendagskoers.

## Koersverloop
Dit overzicht is mogelijk incompleet; u kunt helpen door het uit te breiden.

## Uitslagen
| Gubbio – Siena (181 km) |                 |                       |          |
| Plaats                  | Naam            | Ploeg                 | tijd     |
| Winnaar                 | Wout van Aert   | Visma \| Lease a Bike | 4u15'08" |
| 2                       | Isaac del Toro  | UAE Team Emirates-XRG | z.t.     |
| 3                       | Giulio Ciccone  | Lidl-Trek             | + 58"    |
| 4                       | Richard Carapaz | EF Education-EasyPost | z.t.     |
| 5                       | Simon Yates     | Visma \| Lease a Bike | + 1'00"  |
| 6                       | Antonio Tiberi  | Bahrain Victorious    | z.t.     |
| 7                       | Juan Ayuso      | UAE Team Emirates-XRG | + 1'07"  |
| 8                       | Thymen Arensman | INEOS Grenadiers      | + 1'10"  |
| 9                       | Egan Bernal     | INEOS Grenadiers      | z.t.     |
| 10                      | Adam Yates      | UAE Team Emirates-XRG | z.t.     |

| Algemeen klassement |                 |                         |           |
| Plaats              | Naam            | Ploeg                   | Tijd      |
| Roze trui           | Isaac del Toro  | UAE Team Emirates-XRG   | 33u36'45" |
| 2                   | Juan Ayuso      | UAE Team Emirates-XRG   | + 1'13"   |
| 3                   | Antonio Tiberi  | Bahrain Victorious      | + 1'30"   |
| 4                   | Richard Carapaz | EF Education-EasyPost   | + 1'40"   |
| 5                   | Giulio Ciccone  | Lidl-Trek               | + 1'41"   |
| 6                   | Simon Yates     | Visma \| Lease a Bike   | + 1'42"   |
| 7                   | Egan Bernal     | INEOS Grenadiers        | + 1'57"   |
| 8                   | Brandon McNulty | UAE Team Emirates-XRG   | + 1'59"   |
| 9                   | Adam Yates      | UAE Team Emirates-XRG   | + 2'01"   |
| 10                  | Primož Roglič   | Red Bull-BORA-hansgrohe | + 2'25"   |
|                     |                 |                         |           |
| 13                  | Thymen Arensman | INEOS Grenadiers        | + 3'21"   |
| 69                  | Quinten Hermans | Alpecin-Deceuninck      | + 44'04"  |

## Uitvallers
Niet gestart
- Koen Bouwman (Team Jayco AlUla): Bouwman was in de nacht voorafgaand aan de etappe ziek geworden en ging niet meer van start.[4]

Opgave
- Andrea Pasqualon (Bahrain Victorious): Pasqualon kwam tijdens de etappe ten val en gaf op.[5]

1e etappe ·
2e etappe ·
3e etappe ·
4e etappe ·
5e etappe ·
6e etappe ·
7e etappe ·
8e etappe ·
9e etappe ·
10e etappe ·
11e etappe ·
12e etappe ·
13e etappe ·
14e etappe ·
15e etappe ·
16e etappe ·
17e etappe ·
18e etappe ·
19e etappe ·
20e etappe ·
21e etappe
Startlijst · Eindstanden · Afbeeldingen